# Laurent Garcia
Pour les articles homonymes, voir García.
Laurent Garcia, né le 31 mai 1970 à Paris 16e, est un homme politique français.
Il est maire de Laxou (Meurthe-et-Moselle) de 2008 à 2017, avant d'être élu député en 2017, apparenté au MoDem. Il est réélu maire lors des élections municipales de 2020.

## Vie privée
Laurent Garcia est marié, et père de deux filles, Emma née en 1998 et Astrid née en 2001.

## Études et formation
Après des études secondaires au collège Stanislas à Paris, il entre en classe préparatoire au lycée Saint-Louis avant d’intégrer une école d’ingénieurs, l’École nationale supérieure d'électricité et de mécanique de Nancy (ENSEM) dont il est diplômé.

## Parcours politique
Vice-président de la Métropole du Grand Nancy, il est élu maire de Laxou, dans la banlieue de Nancy, en 2008 (en se présentant contre Claude Guillerme  dont il fut l'adjoint)  puis réélu en 2014.
Il a présidé la Ligue contre le racisme et l'antisémitisme de Meurthe-et-Moselle.
En 2017, il est investi et soutenu par La République en marche comme candidat sans étiquette aux élections législatives dans la deuxième circonscription de Meurthe-et-Moselle. Il est élu le 18 juin 2017, en battant Valérie Debord (Les Républicains) au second tour, avec 66,82 % des voix,. Sous le coup du cumul des mandats, il démissionne de la mairie de Laxou. À l'Assemblée nationale, il siège en tant qu'apparenté au groupe du Mouvement démocrate et apparentés et en est le porte parole.
Un an après son élection, L'Est républicain établit un palmarès des députés lorrains les plus travailleurs dans l'hémicycle en se basant sur différents critères comme la présence, les interventions, les amendements et propositions de loi proposés. Garcia se place en bas du classement à la 16e place sur 21 députés.
À l'issue de deux ans de l'exercice de la députation, Laurent Garcia souhaite à nouveau retrouver la mairie de Laxou[réf. souhaitée]. Il se présente aux élections municipales et est réélu maire le 28 juin 2020, à 33 voix près. Avant le second tour, il fait du porte-à-porte pour distribuer des masques dans la commune, son statut de parlementaire lui permettant de se déplacer malgré l'interdiction sanitaire de déplacement en vigueur à ce moment-là. La maire sortante, Laurence Wieser, l'accuse d'avoir faussé le scrutin avec cette distribution en ayant profité de son statut de député. En attendant une décision judiciaire, Laurent Garcia cumule les fonctions de député et de maire mais renonce à son salaire de maire. Le 21 janvier 2021, le tribunal rejette la protestation de Laurence Wieser, considérant ses arguments comme non-recevables. Laurence Wieser fait un recours auprès du Conseil d'État.
Lors des élections départementales 2021, il est élu sur le canton de Laxou face à Valérie Beausert-Leick, présidente sortante du conseil départemental de Meurthe-et-Moselle.
Il démissionne de son mandat de député le 29 janvier 2022.